# Mohamed Al-Qassar
Mohamed Abdullatif Al-Qassar (arab. محمد عبداللطيف القصار) – kuwejcki piłkarz ręczny, uczestnik Letnich Igrzysk Olimpijskich 1980.
W 1980 roku wziął udział w Letnich Igrzyskach Olimpijskich w Moskwie. W całym turnieju zdobył trzy gole. Razem z kolegami z reprezentacji zajął ostatnie 12. miejsce, a jego drużyna przegrała wszystkie mecze turnieju.